# 먹티와 잼잼
《먹티와 잼잼》(Muffy and Jemjem)은 대한민국의 비아이그룹이 제작한 디지털 애니메이션이다. 2007년, 2009년, 2010년에 MBC를 통해 방송되었다.

## 작품 개요
- 작품명 : 먹티와 잼잼
- 형식 : TV 시리즈 총 52부작(26부 × 2기)
- 종류 : 코믹 판타지 드라마
- 제작 방식 : 2D 디지털 애니메이션

## 등장 인물
- 먹티 : 꼬마 악마
- 잼잼 : 여자 악마
- 미남 : 남자 친구
- 징징 : 남자 아이
- 구마 : 여자 아이
- 왼팔 : 로봇, 악마세계의 이인자
- 대마왕 : 악마 대왕
- 봉구 : 대머리 교장 선생님
- 미나 : 담임 선생님
- 두근 : 체육 선생님
- 꽁치
- 드라드라 : 박사
- 오징어 : 꽁치 처

## 제작진
- 책임프로듀서 : 이병덕
- 기획 : 이광분
- 프로듀서 : 안경환
- 시나리오 : 가성진 외
- 감독 : 정인규

## 성우진 및 배역
- 이민하 : 먹티 역
- 한경화 : 잼잼 역
- 김두희 : 징징 역
- 양준건 : 대마왕 역
- 유상우 : 왼팔 역
- 이종혁 : 꽁치 역
- 정재헌 : 드라드라 역
- 기경옥 : 오징어(꽁치 처) 역

## 방송 회차

### 1기
| 회차 | 본방송일        | 재방송일        | 부제                           |
| ---- | --------------- | --------------- | ------------------------------ |
| 1    | 2007년 3월 6일  | 2009년 2월 2일  | 지구로 온 먹티와 잼잼          |
| 2    | 2007년 3월 13일 | 2009년 2월 9일  | 먹티와 잼잼 내보내기 작전      |
| 3    | 2007년 3월 20일 | 2009년 2월 16일 | 드라드라 박사의 회상           |
| 4    | 2007년 3월 27일 | 2009년 2월 23일 | 드라드라 박사의 음모           |
| 5    | 2007년 4월 3일  | 2009년 3월 2일  | 타임 리모컨                    |
| 6    | 2007년 4월 10일 | 2009년 3월 9일  | 친절한 메뚜기 씨               |
| 7    | 2007년 4월 17일 | 2009년 3월 16일 | 잼잼을 짝사랑하는 3번 개미     |
| 8    | 2007년 4월 24일 | 2009년 3월 23일 | 감기에 걸린 먹티               |
| 9    | 2007년 5월 1일  | 2009년 3월 30일 | 개미 삼형제 이야기             |
| 10   | 2007년 5월 8일  | 2009년 4월 6일  | 도시락 심부름                  |
| 11   | 2007년 5월 22일 | 2009년 4월 13일 | 메뚜기 군의 사진               |
| 12   | 2007년 5월 29일 | 2009년 4월 20일 | 소라 군의 발명품               |
| 13   | 2007년 6월 5일  | 2009년 4월 27일 | 벼룩이의 생일 잔치             |
| 14   | 2007년 6월 12일 | 2009년 5월 4일  | 대왕님의 연락                  |
| 15   | 2007년 6월 19일 | 2009년 5월 11일 | 메뚜기 군과 개미핥기 양의 사랑 |
| 16   | 2007년 6월 26일 | 2009년 5월 18일 | 꽁치 아저씨의 잠 못 드는 밤    |
| 17   | 2007년 7월 3일  | 2009년 5월 25일 | 잼잼을 도와주려는 개미 친구들  |
| 18   | 2007년 7월 10일 | 2009년 6월 1일  | 드라드라 박사의 어린 시절      |
| 19   | 2007년 7월 24일 | 2009년 6월 8일  | 고향으로 돌아 갈래             |
| 20   | 2007년 7월 31일 | 2009년 6월 15일 | 꽁 선생의 악몽 이야기          |
| 21   | 2007년 8월 7일  | 2009년 6월 22일 | 과자가 목에 걸렸어요           |
| 22   | 2007년 8월 14일 | 2009년 6월 29일 | 드라드라 박사의 음모(2)        |
| 23   | 2007년 8월 21일 | 2009년 7월 6일  | 친구들의 미술 작품 이야기      |
| 24   | 2007년 8월 28일 | 2009년 7월 13일 | 드라드라 박사의 핸들           |
| 25   | 2007년 9월 4일  | 2009년 7월 20일 | 다시 찾은 핸들                 |
| 26   | 2007년 9월 11일 | 2009년 7월 27일 | 고향별로 돌아가는 먹티와 잼잼  |

### 2기

#### 2009년
| 회차 | 방송일    | 부제                         |
| ---- | --------- | ---------------------------- |
| 1    | 8월 3일   | 대왕별로 도망 간 먹티와 잼잼 |
| 2    | 8월 10일  | 사랑의 팬케익                |
| 3    | 8월 17일  | 기억상실증에 걸린 메뚜기     |
| 4    | 8월 24일  | 소라 군의 고민               |
| 5    | 8월 31일  | 누가 잘못 했을까?            |
| 6    | 9월 7일   | 상어 양에게 온 러브 레터     |
| 7    | 9월 14일  | 아지 군의 집                 |
| 8    | 9월 21일  | 희생의 그을음                |
| 9    | 9월 28일  | 구두쇠 꽁치 아저씨           |
| 10   | 10월 5일  | 대왕님의 마법                |
| 11   | 10월 12일 | 오징어 부인의 생일           |
| 12   | 10월 19일 | 배려의 의자                  |
| 13   | 10월 26일 | 라노 라노 비밀 약초          |
| 14   | 11월 2일  | 사라진 벼룩이                |
| 15   | 11월 9일  | 꽁치맨 등장                  |
| 16   | 11월 16일 | 개성의 방귀                  |
| 17   | 11월 23일 | 감사의 별똥별                |

#### 2010년
| 회차 | 방송일   | 부제                      |
| ---- | -------- | ------------------------- |
| 18   | 1월 4일  | 감기에 걸린 벼룩이        |
| 19   | 1월 11일 | 정직의 확성기             |
| 20   | 1월 18일 | 용서의 방망이             |
| 21   | 1월 25일 | 건강의 씨앗               |
| 22   | 2월 1일  | 소풍을 가자               |
| 23   | 2월 8일  | 최고의 노라노라맨         |
| 24   | 2월 22일 | 칭찬의 침방울             |
| 25   | 3월 8일  | 노라노라 마을을 지켜라    |
| 26   | 3월 15일 | 위기에 처한 노라노라 마을 |

## 휴방 및 결방
- 2007년 5월 15일에는 제33회 전주대사습놀이 전국대회의 중계로 인하여 결방되었다.
- 2009년 11월 30일부터 그 해 12월 28일까지 《곰탱이와 함께하는 TV동화》의 재방송 등으로 인하여 한 달간 휴방하였다.
- 2010년 2월 15일에는 설날 연휴로 인하여 결방되었다.
- 2010년 3월 1일에는 3 · 1절로 인하여 결방되었다.